# Thomas Robert Shannon Broughton
Thomas Robert Shannon Broughton  (1900-1993) fue un historiador y prosopógrafo canadiense conocido por su obra The Magistrates of Roman Republic.

## Carrera pública
Nació en Corbetton, Canadá, el 17 de febrero de 1900. Se graduó en la Universidad de Toronto y obtuvo el doctorado en clásicas en 1928 por la Universidad Johns Hopkins. Entre 1928 y 1965 fue miembro de la Facultad Bryn Mawr, donde obtuvo el rango de Full Professor en 1937. Entre 1965 y 1970 formó parte de la Universidad de Carolina del Norte. Recibió tres doctorados honoríficos y fue presidente de la American Philological Association.
Su obra principal, The Magistrates of Roman Republic (publicada en dos volúmenes y dos suplementos), es una compilación de todos los magistrados conocidos que ocuparon cargos públicos durante la República romana. Está considerada una obra de referencia en la historiografía de la Antigua Roma.
Murió el 17 de septiembre de 1993 en Chapel Hill, Estados Unidos.